# Säsong 4 av Stranger Things
Den fjärde säsongen av Stranger Things (en amerikansk tv-serie inom genrerna science fiction och skräck) kallas officiellt Stranger Things 4 och består av nio avsnitt uppdelade i två delar. Den första delen utgjordes av sju avsnitt och släpptes 27 maj 2022. Del två släpptes 1 juli 2022 och bestod av två avsnitt. Båda delarna släpptes på Netflix. Säsongen är skapad av Matt och Ross Duffer. Det är seriens näst sista säsong.
Innan säsongen släpptes beskrev skådespelarna den som den mest "läskiga", "mörka" och "intensiva" säsongen av Stranger Things.
Säsongens nio avsnitt spelades in i Litauen, New Mexico och Georgia i USA. Inspelningen började i februari 2020, men avbröts på grund av Covid-19-pandemin i början av mars 2020, vilket resulterade i att bröderna Duffer kunde skriva klart hela säsongen innan de filmade den. Filmningen återupptogs i september 2020 och avslutades i september 2021.

## Sammanfattning
| "Det har gått sex månader sedan Battle of Starcourt, som ledde till stor skräck och förödelse i Hawkins. Kompisgänget, som är separerade för första gången, kämpar med efterdyningarna av slaget och försöker samtidigt navigera komplexiteten med gymnasiet. I denna sårbara tid dyker ett nytt och skrämmande övernaturligt hot upp, som kommer med ett fruktansvärt mysterium som – om det löses – äntligen kan sätta stopp för skräcken i Upp och ner-världen." |
| – Netflix, |

## Rollista

### Huvudroller
- Winona Ryder: Joyce Byers
- David Harbour: Jim Hopper
- Millie Bobby Brown: Jane Hopper (född Ives) / Eleven
- Finn Wolfhard: Michael "Mike" Wheeler
- Gaten Matarazzo: Dustin Henderson
- Caleb McLaughlin: Lucas Sinclair
- Noah Schnapp: William "Will" Byers
- Sadie Sink: Maxine "Max" Mayfield
- Natalia Dyer: Nancy Wheeler
- Charlie Heaton:Jonathan Byers
- Joe Keery: Steve Harrington
- Maya Hawke: Robin Buckley[2]
- Brett Gelman: Murray Bauman[3]
- Priah Ferguson: Erica Sinclair
- Matthew Modine: Dr Martin Brenner / kallas "pappa" av Eleven
- Paul Reiser: Dr Sam Owens

### Återkommande skådespelare
- Eduardo Franco: Argyle
- Joseph: Eddie Munson
- Tom Wlaschiha: Dmitry Antonov / Enzo
- Jamie Campbell: Henry Creel (subjekt 001/Vecna)
  - Raphael Luce: Henry Creel, ung[4]
- Mason Dye:Jason Carver
- Nikola Đuričko: Yuri Ismaylov
- Sherman Augustus: Överstelöjtnant Jack Sullivan
- Cara Buono: Karen Wheeler
- Joe Chrest: Ted Wheeler
- Catherine Curtin: Claudia Henderson
- Rob Morgan: Sheriff Calvin Powell
- Jennifer Marshall: Susan Hargrove
- John Paul Reynolds: Officeren Phil Callahan
- Gabriella Pizzolo: Suzie Bingham
- Myles Truitt: Patrick McKinney
- Robert Englund: Victor Creel
- Amybeth McNulty: Vicky
- Regina Ting Chen: Ms Kelly
- Elodie Grace Orkin: Angela
- Grace Van Dien: Chrissy Cunningham

## Avsnitt
| 26 | 1 | "Chapter One: The Hellfire Club"               | Bröderna Duffer | Bröderna Duffer      | 27 maj 2022 |
| I en återblick från 1979 ser man Dr Brenner utföra experiment på barn med övernaturliga förmågor. Detta fram tills en mystisk incident dödar alla försökspersoner förutom Eleven. Åtta månader efter händelserna i Starcourt Mall år 1986 har Joyce, Will, Jonathan och Eleven flyttat till Kalifornien. Eleven måste där lära sig att leva utan sina förmågor och utsätts för mobbing av andra elever. Joyce får en porslinsdocka med posten som verkar komma från Ryssland och hon hittar en lapp som hintar om att Hopper är vid liv. I Hawkins har Mike och Dustin gått med i skolans "Hellfire Club" (svenska: Helveteseldens klubb) som sysslar med Dungeons & Dragons och leds av den excentriske Eddie Munson. Eftersom de är upptagna med att spela samma kväll missar de Lucas basketmatch där han bidrar till att gymnasielaget vinner mästerskapet. Max, som har gjort slut med Lucas, sörjer Billys död. Chrissy Cunningham, kaptenen för cheerleading-teamet, besväras av olycksbådande syner om hennes familj och en klocka. När hon besöker Eddie i hopp om att köpa droger som kan hjälpa henne att sova blir hon besatt och dödad av en humanoid varelse som tycks ligga bakom hennes syner. |   |                                                |                 |                      |             |
| 27 | 2 | "Chapter Two: Vecna's Curse"                   | Bröderna Duffer | Bröderna Duffer      | 27 maj 2022 |
| Hopper överlevde explosionen under Starcourt Mall men fångades av sovjetiska soldater och skickades till ett fångläger i Kamtjatka. Joyce och Murray ringer telefonnumret på lappen som skickats till henne och pratar med Dmitri Antonov, en fångvaktare som Hopper mutat. Antonov får dem att betala en lösensumma på 40 000 amerikanska dollar till sin kontakt på Alaska. Under tiden rymmer Mike till Kalifornien för att hälsa på Eleven. Väl där ser han och Will henne mobbas av klasskamraten Angela. Eleven hämnas så småningom genom att slå Angela i ansikten med en rullskridsko. I Hawkins säger Max till Dustin att hon har sett Eddie fly natten då Chrissy dog. Tillsammans med Robin och Steve letar de upp Eddie som är traumatiserad av vad han sett och som berättar om Upp och Ner-världen. Eddie och Dustin döper varelsen som dödat Chrissy till "Vecna". Under tiden undersöker Nancy och hennes kollega, journaliststudenten Fred, mordet på Chrissy. Eddies farbror säger till Nancy att han tror att Victor Creel är mördaren. Creel kommer från Hawkins och har placerats på mentalsjukhus efter att ha mördat sin familj 1950. Fred lockas ut i skogen av syner av en flicka som han av misstag dödade innan Vecna mördar honom. |   |                                                |                 |                      |             |
| 28 | 3 | "Chapter Three: The Monster and the Superhero" | Shawn Levy      | Caitlin Schneiderhan | 27 maj 2022 |
| Dr Owens får besök av amerikanska militärens överstelöjtnant Jack Sullivan, som tror att Eleven är skyldig till mordet på Chrissy. I Kalifornien blir Eleven arresterad för att ha anfallit Angela, men förs bort av Owens som förklarar att Hawkins är i fara och att han jobbar på ett program för att hjälpa Eleven återfå sina krafter. Hon bestämmer sig därför för att följa med honom. Under tiden flyger Joyce och Murray till Alaska för att leverera Hoppers lösensumma. Hopper mutar en medfånge till att förstöra hans kedjor med hjälp av en hammare. I Hawkins går Nancy och Robin till biblioteket för att leta information om Victor Creel. Det visar sig att Creel har skyllt familjemordet på en demon. De tror att demonen är Vecna. Under tiden får Jason basketlaget att jaga Eddie, eftersom han tror att Eddie har mördat Chrissy, men Lucas lämnar dem. Max erinrar sig att Chrissy besökt skolkuratorn innan hon mördades av Vecna. Hon stjäl Chrissy och Freds journaler från kuratorns kontor och får veta att de lider av PTSD-symptom som liknar hennes egna. Max hör då Vecna kalla på henne. |   |                                                |                 |                      |             |
| 29 | 4 | "Chapter Four: Dear Billy"                     | Shawn Levy      | Paul Dichter         | 27 maj 2022 |
| Joyce och Murray ger lösensumman till Antonovs kontaktperson, Yuri, men han drogar dem med avsikten att ge dem (samt Hopper och Antonov) till ryssarna mit en belöning. Hopper rymmer från fånglägret men fångas snabbt igen. I Kaliforninen förbereder sig Jonathan, Mike och Will på att fly undan Wallace och Harmon, vilka är två agenter som Owen satt på att övervaka dem, men beväpnade soldater attackerar huset. De undkommer med hjälp av Jonathans vän Argyle och tar med sig den skadade Harmon. I Hawkins intervjuar Nancy och Robin Victor Creel som är i fängelse och som berättar att hans familj blivit torterad och mördad av övernaturliga krafter men att han anhållits för dådet. Max fruktar att Vecna snart kommer döda henne, skriver brev till sina vänner och till sin familj och går till kyrkogården för att läsa hennes brev för Billy vid hans gravsten. Hon blir besatt av Vecna och hamnar vid hennes altare i Upp och Ner-världen. Steve, Dustin och Lucas får veta av Nancy och Robin att musik kan bryta Vecnas förhäxning, så de sätter på en kassett med Max favoritlåt Running Up That Hill. Det skapar en portal genom vilken Max med nöd och näppe kan undkomma Vecnas kontroll. |   |                                                |                 |                      |             |
| 30 | 5 | "Chapter Five: The Nina Project"               | Nimród Antal    | Kate Trefry          | 27 maj 2022 |
| Owens tar Eleven till en övergiven silo i Nevada, där han och Dr Brenner utvecklat en specialutformad isoleringstank (kallad "NINA") som får Eleven att komma ihåg sin tid med de andra barnen på laboratoriet i Hawkins. Eleven försöker fly och återfår i processen sina krafter en kort stund. Det övertygar henne om att fortsätta experimentet. I Kalifornien dör Harmon efter att ha gett pojkarna NINA-projektets telefonnummer. Numret leder till ett modem. Mike bestämmer sig för att ringa Dustins flickvän Suzie i Salt Lake City. I Ryssland sitter Hopper fängslad tillsammans med Antonov. På flyget mot Ryssland övermannar Joyce och Murray Yuri och kraschar i öknen. I Hawkins sluter Max, Lucas, Steve och Dustin upp med Nancy och Robin, och de bestämmer sig för att undersöka Creels familehem. Väl inne ser de blinkande lampor som de kopplar till Vecnas rörelser i Upp och Ner-världen. Under tiden hittar Jason och hans lagkamrater Eddie när han försöker fly på en båt på Lover's Lake, och Jason och hans lagkamrat Patrick simmar efter honom. Vecna dödar då Patrick framför Jason och Eddie, vilket får lamporna inne i Creels hus att explodera. |   |                                                |                 |                      |             |
| 31 | 6 | "Chapter Six: The Dive"                        | Nimród Antal    | Curtis Gwinn         | 27 maj 2022 |
| Eleven återupplever minnen om sin vänskap med en skötare på laboratoriet, som varnade henne för att lita på Brenner. Hon minns också att hon blivit utfryst av de andra försökspersonerna, vilket får henne att tro att det var hon som utförde massakern på laboratoriet. Under tiden hjälper Suzie Mikes grupp att hitta koordinaterna för NINA-projektet. I Ryssland bjuds Hopper och de andra fångarna på en festmåltid som han tror ska förbereda dem för att bli mat till Demogorgon. Han lyckas senare stjäla en tändare, då han minns att eld är Demogorgons svaghet. Under tiden tvingar Joyce och Murray Yuri att ta dem till en grannby där han har sina varor på lager, och de bestämmer sig för att Murray ska infiltrera fånglägret genom att förklä sig som Yuri. Under ett stadsråd i Hawkins gaddar Jason ihop invånarna mot Eddies påstådda satanistiska kult. När Steves grupp hittar Eddie ser Dustin att hans kompass beter sig ovanligt och han förstår att det måste finnas en ny dörr till Upp och Ner-världen i närheten. De letar rätt på dörren i Lover's Lake. När Steve dyker ner för att undersöka blir han nerdragen i Upp och Ner-världen av en lian och attackerad av varelser som ser ut som fladdermöss. Nancy, Robin och Eddie bestämmer sig för att dyka ner efter honom. |   |                                                |                 |                      |             |
| 32 | 7 | "Chapter Seven: The Massacre at Hawkins Lab"   | Bröderna Duffer | Bröderna Duffer      | 27 maj 2022 |
| Joyce, Murray och Yuri tar sig in i fängelset där Hopper och hans medfångar slåss mot Demogorgon. Hopper håller tillbaka varelsen med ett flammande spjut medan Murray och Joyce hanterar vakterna och öppnar fängelsedörrarna. Hopper och Antonov kan fly och Joyce återförenas med Hopper. I Hawkins överväger Dustin, Lucas och Erica möjligheten att Vecna skapat en portal på varje mordplats, och de förmedlar teorin till Steves grupp i Upp och ner-världen. De två grupperna återförenas inuti Eddies husvagn där Chrissy dödades. Robin och Eddie kommer ut helskinnade, men Nancy är besatt av Vecna. Hon upptäcker att han är Victor Creels son, Henry, som har dödat sin mamma och sin syster med telekinetiska krafter för att sedan falla i koma och tas om hand av Brenner. Henry var subjekt 001 i Brenners försök att återskapa hans krafter och var senare också den skötare som Eleven blev vän med. Eleven minns till slut att Henry var den som utförde massakern på laboratoriet och som försökte döda henne när hon vägrade att hjälpa honom med hans mordiska planer. Eleven övermannade då Henry och skickade honom till Upp och Ner-världen där han senare blev Vecna. |   |                                                |                 |                      |             |
| 33 | 8 | "Chapter Eight: Papa"                          | Bröderna Duffer | Bröderna Duffer      | 1 juli 2022 |
| Innan Vecna släpper Nancy visar han en uppenbarelse för henne av framtidens Hawkins där staden slits sönder av sprickor i universum. Nancy berättar hon vad hon sett för de andra, och de uppskattar att Vecna behöver fyra dörrar för att sätta sin plan till verket. Max erbjuder sig att fånga Vecna så att det andra kan attackera honom medan han är distraherad. Under tiden får Eleven reda på planen genom att använda sina förmågor och hon ber Owens att ta henne till Hawkins. Brenner har dock låst in Owens och fångar Eleven eftersom han vill att hon ska slutföra experimentet. Eleven inser att Brenner utnyttjat henne i flera år för att få tillbaka Henry från Upp och Ner-världen, inte bara för att avslöja sovjeternas hemligheter som han hävdat. Sullivan och hans styrkor anländer då till platsen och dödar all personal. Brenner undkommer med Eleven men blir skjuten. Eleven förstör Sullivans fordon i samma stund som Mikes grupp kommer fram, och hon vägrar att förlåta Brenner innan han dör. I Ryssland flyr Hopper, Joyce, Murray, Yuri och Antonov från fängelset efter att ha upptäckt flera andra varelser från Upp och Ner-världen som används som försökskaniner i fängelset. |   |                                                |                 |                      |             |
| 34 | 9 | "Chapter Nine: The Piggyback"                  | Bröderna Duffer | Bröderna Duffer      | 1 juli 2022 |
| I Hawkins bestämmer sig gruppen för att sätta sin plan till verket: Max, Lucas och Erica beger sig till Creels hus medan Steve, Nancy och Robin attackerar Vecna i Upp och Ner-världen och Dustin och Eddie avleder fladdermössen. Eddie offrar sig för att locka bort fladdermössen. I Kaliforninen skapar Eleven, Mike, Will, Jonathan och Argyle en isoleringstank så att Eleven kan ta sig in i Max medvetande och slåss mot Vecna. Vecna tränger dock bort henne och besitter Max: han avslöjar för Eleven att har kontrollerat Upp och Ner-världen och att han har agerat som dess "hive mind" efter att hon förpassat honom dit. Mike bekänner sin kärlek för Eleven vilket ger henne kraften att undkomma Vecna och förstöra hans kontroll över Max innan han hinner utdela det dödande slaget, men Max dör av sviterna av skadorna. I Ryssland åker Hopper, Joyce och Murray tillbaka till fängelset och dödar Demogorgonerna, vilket ytterligare försvagar Vecna. Steve och Robin kan sätta eld på Vecnas fysiska form och Nancy skjuter honom, vilket till synes dödar honom. Eleven använder sina krafter för att återuppväcka Max, men hennes tillfälliga död gör så att Vecnas portaler kan öppnas och spridas ut över Hawkins. Två dagar senare har staden återhämtat sig efter en "jordbävning". Alla återförenas, Max ligger fortfarande i koma, Will känner att Vecna fortfarande är vid liv och Upp och Ner-världen börjar invadera Hawkins. |   |                                                |                 |                      |             |

## Produktion

### Utveckling
Matt och Ross Duffer planerade i början av 2017 att producera fyra eller fem säsonger av Stranger Things med "ett definitivt slut" medan serien fortfarande var på topp, snarare än att låta den fortsätta på obestämd tid. I augusti 2017, samtidigt som de bekräftade en tredje säsong, antydde bröderna Duffer att en fjärde säsong var möjlig. Ross sa att de "tror att det blir en fyra säsonger lång [serie]" som sedan avslutas. Stranger Things exekutive producent Shawn Levy antydde dock senare att totalt fyra eller fem säsonger skulle vara möjliga: "ärligt talat kommer vi definitivt att göra fyra säsonger, och det finns en god chans att det kommer en femte". Matt sade senare att man inte tagit något officiellt beslut, och att "det är svårt, eftersom fyra säsonger känns kort, men fem säsonger känns långt. I april 2018 bekräftade Shawn Levy att en fjärde säsong skulle produceras, samtidigt som han återigen nämnde att en femte säsong var möjlig.
I en intervju med Entertainment Weekly som ägde rum strax innan säsong 3 släpptes avslöjade serieskaparna Matt och Ross Duffer att författarna redan hade träffats vid flera tillfällen för att diskutera seriens framtid.
Den 30 september 2019 meddelade Netflix att man skrivit på ett flerårigt kontrakt med bröderna Duffer för TV och film, med ett uppskattat värde på "nio siffror". I samma veva offentliggjorde Netflix fjärde säsongen av Stranger Things genom att släppa en enminuters-teaser på YouTube. Teasern visar en farfarsklocka i Upp och Ner-världen och slutar med "Vi är inte i Hawkins längre" ("We're not in Hawkins anymore"), vilket ledde till att flera i media spekulerade om att den fjärde säsongen skulle utspela sig i Ryssland. Den andra teasern släpptes 6 maj 2021, med Dr Brenner som säger "Eleven, lyssnar du på mig?" ("Eleven, are you listening?"). Han riktar sig till Eleven, skådespelad av Millie Bobby Brown, som är inlåst bakom en dörr inuti Hawkins National Laboratory med siffran "11" på.
I augusti 2020 berättade bröderna Duffer för The Hollywood Reporter att den fjärde säsongen inte skulle bli den sista.
I slutet av juli 2021, meddelade Shawn Levy att den fjärde säsongen av Stranger Things kommer "snart". Den 3 augusti sade han som svar på en fråga av Steven Weintraub, för Collider, att man snart skulle ge världen "a little taste of something", men att det inte skulle vara en fullständig trailer.  Den 6 augusti släpptes så en 30 sekunder lång förhandsvisning där man får se de flesta av skådespelarna: Noah Schnapp, Winona Ryder, Charlie Heaton, Cara Buono och Brett Gelman är frånvarande. I förhandsvisningen säger en röst "Something's coming. It is almost here". Webbplatsen Comic Book Resources krediterade rösten till Mike Wheelers karaktär (Finn Wolfhard) medan tidningen Radio Times webbplats identifierade den som Eleven. Förhandsvisningen avslöjar också att Stranger Things 4 kommer att släppas 2022, men inget specifikt datum anges. Samma dag på kvällen visades förhandsvisningen under bevakningen av sommar-OS i Tokyo på det amerikanska nätverket NBC
Under Netflixs Tudum-evenemang den 25 september 2021 presenteras en tredje teaser.
På Stranger Things Day, den 6 november, släpptes en fjärde och sista teaser, där Will and Eleven är i Kalifornien. Avsnittstitlarna avslöjades senare samma dag

### Manus
[källa behövs] Netflix ska ursprungligen ha velat att den andra och tredje säsongen av Stranger Things skulle skrivas samtidigt eftersom skådespelarna åldras snabbare än deras karaktärer på skärmen och man ville hålla ihop produktionsschemat. Bröderna Duffer och Shawn Levy bestämde sig dock för att koncentrera sig bara på den tredje säsongen för att se till att den skulle bli bättre utvecklad.
De största influenserna för den här säsongen är Alien 3 (1992) och The Great Escape (1963).

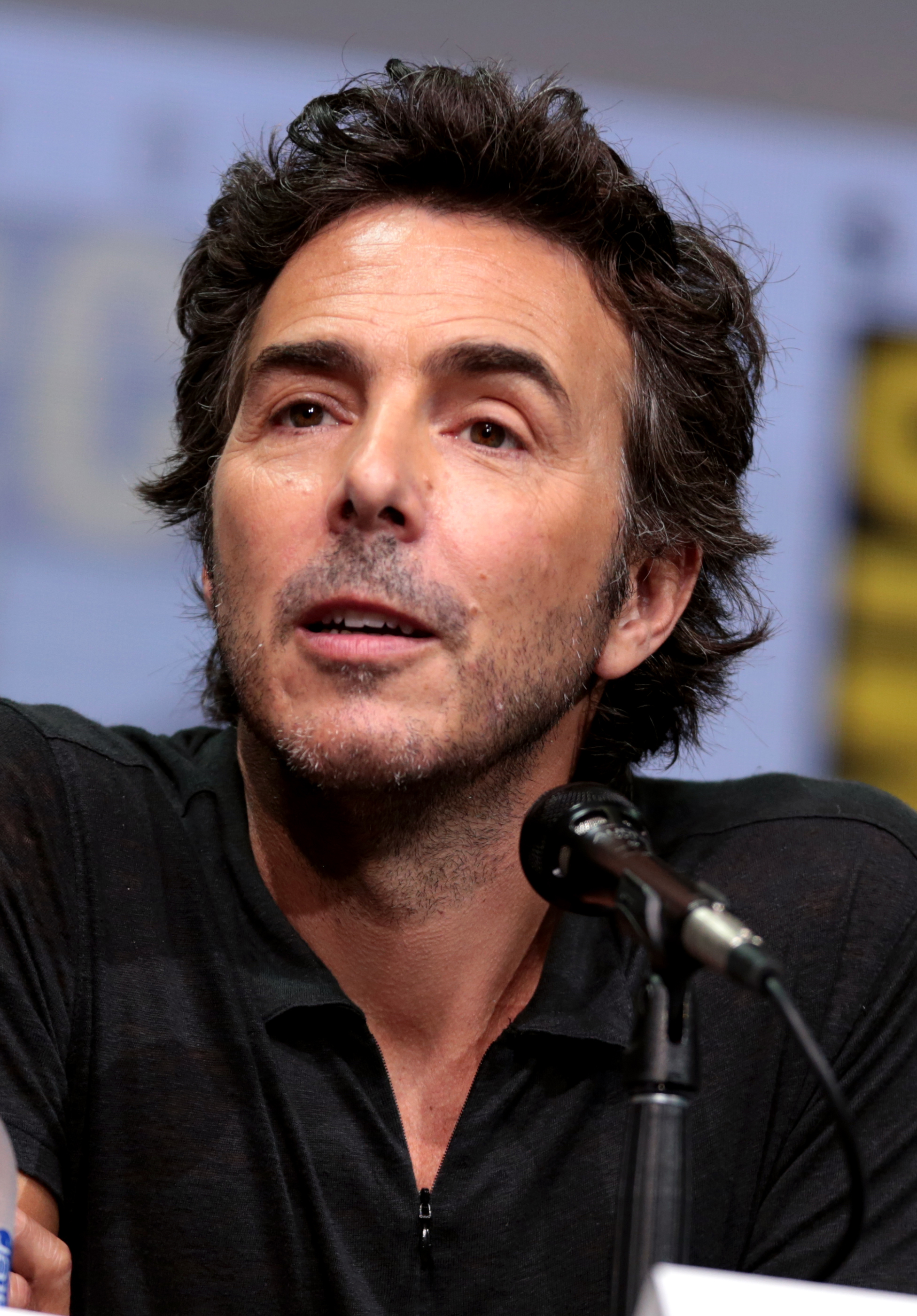
Shawn Levy, regissör och linjeproducent för Stranger Things.

I en kommentar om slutet på föregående säsong berättar Ross Duffer, en av serieskaparna, om processen att binda samman handlingen mellan säsonger:
"Vi ville inte måla in oss i ett hörn så vi försökte att ha de här första samtalen med manusförfattarna för att vara säkra på att vi var var på väg i rätt riktning. Vi visste inte så mycket, men vi visste mycket om de stora dragen. I slutet av säsong två visste vi vad som skulle hända med Billy. Vi visste om att ryssarna skulle komma. Vi visste inget om köpcentret eller nåt, men återigen, vi kände till de stora dragen. Det är på nåt vis där vi är med säsong fyra. Vi känner till de stora dragen. Det handlar nu om att fylla i de stora dragen med detaljer. Vi är taggade på riktningen som det här skulle kunna ta. Än en gång, som vi redan har sagt, det kommer att vara väldigt annorlunda i den här säsongen. Men jag tror att det är rätt sak att göra och att det kommer att vara väldigt spännande.".
Matt Duffer sa att en av de "största dragen" är att händelsernas centrum för första gången i serien flyttas ut från Hawkins, Indiana, under större delen av säsongen. Han yppade också att flera element från slutet av säsong 3 -- som Jim Hoppers förmodade död, Joyce Byers adoption av Eleven och deras flytt från staten -- kommer att utforskas under fjärde säsongens gång.
För att fira Stranger Things Day avslöjade seriens officiella sociala mediekonton den 6 november 2019 att den fastslagna titeln på säsongens första avsnitt är "Chapter One: The Hellfire Club" och att det "är skrivet och regisserat av bröderna Duffer". Den 18 juni 2020 tweetade kontot för seriens manusförfattare "hela säsongen" i form av manus, staplade på hög. Utifrån detta spekulerade flera i media, såsom TechRadar, Associated Press, MCE TV, Narcity Quebec, Collider, Première och GamesRadar, att säsongen skulle ha nio avsnitt, men ingenting bekräftades.
För att undvika likheter mellan filmuppsättningen av Black Widow (2021) och den fjärde säsongen av Stranger Things, då båda produktionerna utspelar sig delvis i ett "ryskt fängelse", skickade David Harbour bilder av inspelningsplatsen för Black Widow till Matt och Ross Duffer. På det sättet kunde bröderna Duffer undvika att använda liknande karaktärsutseenden, filmuppsättningar och kostymdesign. Matt och Ross fick idén att raka huvudet på Jim Hopper, karaktären som spelas av David Harbor.

#### Ändringar
| "Season 4 is shaping up to be the biggest and most frightening season yet, and we cannot wait for everyone to see more". |
| – Matt och Ross Duffer,                                                                                                  |

Innan föregående säsong kommit ut hade Noah Schnapp, Natalia Dyer, serieskaparna Matt och Ross Duffer, Finn Wolfhard och Millie Bobby Brown samt linjeproducenten Shawn Levy hintat om säsongens generella ton. Till exempel sade Ross Duffer att det är den  "roligaste säsongen", men också "den mest motbjudande", vilket både Noah Schnapp och Natalia Dyer höll med om. Finn Wolfhard och Millie Bobby Brown, som spelar Mike respektive Eleven, kallade den "kärlekssommaren".
En månad efter att produktionen av den fjärde säsongen avbrutits på grund av Covid-19-pandemin avslöjade Joe Keery för Total Film att "serien [är] ännu läskigare än tidigare säsonger", en åsikt som han delade med Gaten Matarazzo, som också hävdade att säsongen är "den läskigaste".
Den 12 februari 2021 bekräftade i sin tur Finn Wolfhard i en intervju på CBC Radio av Société Radio-Canada att säsong 4 är den mörkaste. På ämnet säger han att« [...] Varje säsong blir [serien] mörkare. Efter tredje säsongen sade jag till mig själv: "det här är så mörk som någon säsong kommer bli". Men faktiskt, säsong 4 i dagsläget... det är den mörkaste säsongen som någonsin gjorts. Varje år blir det roligare, mörkare och sorgligare. Varje år förstärker de det." Sadie Sink uttryckte senare samma sak, och påpekade att säsongen är "väldigt, väldigt mörkt", och "riktigt intensiv", samtidigt som hon sade att "för varje säsong blir produktionsnivån högre och högre, och insatserna är riktigt, riktigt höga i år — som de alltid är".

Den 11 april 2021, i en intervju med Entertainment Television, tyckte Gaten att tonen i säsong 4 är annorlunda:
Jag tycker att tonen definitivt är mognad, och jag tror att de har gjort så avsiktligt för jag tror att de vill att deras serie utvecklar sig med sina karaktärer. Precis som vi har vuxit upp och blivit vuxna, måste vi växa upp i egenskap av våra karaktärer.
I juli 2021, avslöjade Caleb McLaughlin för tidningen Complex att handlingen i den fjärde säsongen är "galen" och att "ingen vet vad som kommer att hända. Det är galet."
I början av augusti, rapporterade Shawn Levy att säsongen är "visuellt och narrativt mycket ambitiös — mycket mer ambitiös än de tre föregående säsongerna".

### Påverkan av Covid-19
I en intervju med Collider förklarade Shawn Levy, regissör och linjeproducent för Stranger Things, hur Covid-19-pandemin påverkat säsongen :
"Jag tänker bara säga att pandemin helt klart skjutit på inspelningen av säsongen och därmed lanseringen av säsong 4, som fortfarande har ett obestämt datum. Men den har haft en väldigt positiv inverkan då bröderna Duffer för första gången kan skriva hela säsongen innan den spelas in och har nog med tid att skriva om, på ett sätt som de sällan kunnat förut, och så att kvaliteten på manusen blir exceptionell, kanske bättre än någonsin.".
Enligt TVLines grundare och redaktör Michael Ausiello, var den fjärde säsongen ursprungligen planerad att ha åtta avsnitt men på grund av pandemiuppehållet lyckades bröderna Duffer skriva ett avsnitt fler än vad som ursprungligen planerats.
Covid-19-pandemin krävde också förebyggande åtgärder för att undvika spridning av coronaviruset. Dessa förebyggande åtgärder inkluderade att bära en mask, tvätta händerna regelbundet, ta screeningtest, et.c.

### Rollfördelning
Winona Ryder, David Harbor, Finn Wolfhard, Millie Bobby Brown, Gaten Matarazzo, Caleb McLaughlin, Noah Schnapp, Sadie Sink, Natalia Dyer, Charlie Heaton, Joe Keery, Maya Hawke, Priah Ferguson, Cara Buono och Brett Gelman kommer tillbaka i sina respektive roller inför den fjärde säsongen av Stranger Things.
Den 11 november 2019 lades fyra nya manliga karaktärer till i rollistan för den fjärde säsongen, varav tre tonåringar och en vuxen. Ungdomarnas roller karaktäriseras som "allt från en metalhead och en pretentiös idrottare ("Jock") till en karaktär som väldigt mycket liknar Jeff Spicolis tvilling från Fast times at Ridgemont High School", medan den vuxna "är knuten till handlingen från tredje säsongen.
Den 3 december 2019 bekräftades det av serieförfattarna att Maya Hawkes karaktär, Robin Buckley, kommer tillbaka i den fjärde säsongen. I februari 2020, bekräftade Netflix att David Harbor också är tillbaka i sin roll som Jim Hopper. Tom Wlaschiha (från Game of Thrones) ansluter sig till rollistan som Dmitri, en rysk fångvaktare som blir vän med Hopper, som vi får veta kommer att bli "den amerikanske fången". Det bekräftades att Priah Ferguson befordras till huvudrollsinnehavare samma månad. I mars bekräftades Brett Gelmans befordran till huvudrollsinnehavare.
Den 11 februari 2020, avslöjades det av webbplatsen Murphy's Multiverse att en ny huvudperson vid namn "Ashe" kommer att läggas till i den fjärde säsongen Handlingen kring karaktären kommer inte att avslutas förrän den femte säsongen. Följande dag avslöjades en lista med nio potentiella nya karaktärer av samma sajt, varav tre inte skulle göras offiiciella förrän november 2020 och tre i juni 2021. Femtonåriga Angela och Jake, roller som då ännu inte tilldelats, skulle bilda "skolans mäktigaste par". Fred, som har glasögon, "är smart och följer sin dröm, journalistik, fastän han är en nörd". De andra rollerna som avslöjas var Argyle, Vickie, Chrissy, Jason, Eddie och Ms. Kelly.
I juli 2020 rapporterade Joel Stoffer att han fått en okänd roll i Stranger Things. Webbplatsen TechRadar trodde att han fått rollen som Warden Hatch, även om informationen inte hade bekräftats. Den 27 oktober 2020 rapporterades det att Maya Hawkes bror Levon Thurman-Hawke fått en roll som också var okänd
I november tillkännagav Netflix att skådespelaren Robert Englund anslutit sig till rollistan för den fjärde säsongen i en återkommande roll, tillsammans med Tom Wlaschiha, Sherman Augustus, Nikola Djuricko och Mason Dye. Skådespelarna Jamie Campbell Bower, Eduardo Franco och Joseph Quinn ingår i huvudrollerna. Rollen som Joseph Quinn beskrivs vara "i handlingens epicentrum för säsongen", medan Bower tolkar rollen som en uppmärksam assistent i ett laboratorium som kommer att vara en ny, återkommande miljö för säsongen. Robert Englunds karaktär heter Victor Creel, en sjuk och skrämmande mentalsjukhuspatient som låstes in för att ha begått mord på 1950-talet. Nikola Djuricko spelar rollen som Yuri, en oförutsägbar rysk smugglare. Jonathan Byers bästa vän, d.v.s. en karaktär kallad Argyle, spelas av Eduardo Franco. Han beskrivs som en pojke som gillar att roa sig och som jobbar som pizzabud. För Mason Dyes del är hans roll Jason Carver, som beskrivs som "en rik och attraktiv idrottare som dejtar den populäraste tjejen i skolan". Slutligen är överste Sullivans karaktär, spelad av Augustus, en "intelligent man, som tror att han vet hur man får slut på ondskan som drabbar Hawkins en gång för alla".
Den 9 juni 2021 ansluter sig Amybeth McNulty, Myles Truitt, Regina Ting Chen och Grace Van Dien till rollistan som återkommande skådespelare.  Bröderna Duffer älskade Amybeths framträdande i tv-serien Anne med ett E, sa att de "längtade efter att jobba med [henne]" och att hon skulle vara "[den] perfekta Vickie". Amybeths roll som Vickie beskrivs som en nörd som kommer att "fånga en av våra älskade protagonisters uppmärksamhet". Hennes karaktär "spelar en viktig roll i de kommande händelserna". Vad gällande Myles är hans roll Patrick, "en basketstjärna i Hawking som har vänner, talang och ett bra liv... tills chockerande händelser får hans liv att spåra ur". Regina spelar Ms. Kelly, en studievägledare. Slutligen spelar Grace Chrissy "Hawkins High Schools huvudcheerleader och skolans mest populära tjej".

### Inspelning
Förberedelserna för inspelningen började i november 2019 i staden Vilnius i Litauen.
En månad senare hävdar The Sun, ComicBook.com och Meaww att produktionen av Stranger Things kommer att filmas under namnet "Tareco".

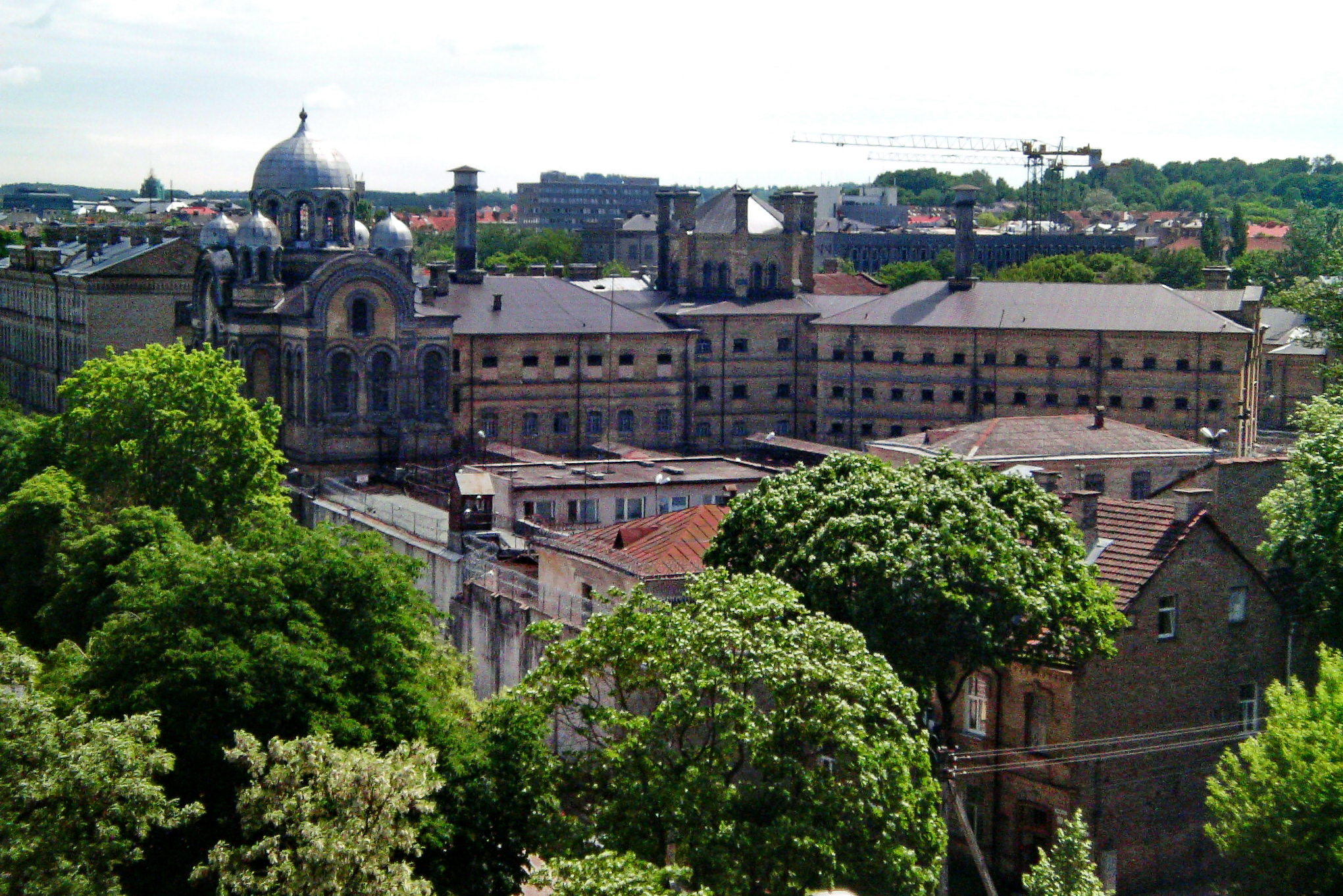
Lukiškės fängelse, en av inspelningsplatserna för den fjärde säsongen.

I februari 2020 avslöjade Netflix att produktionen av den fjärde säsongen officiellt hade startat i Vilnius och mer bestämt i det gamla Lukiškės-fängelset. Förutom Lukiškės-fängelset spelade man också in i eller vid staden Vilnius. Efter Litauen återupptogs inspelningen i USA.
I mars 2020 var filmteamet i staden Rome, Georgia. Den 9 mars 2020 meddelades det att en del av inspelningarna skulle äga rum i Albuquerque Studios i New Mexico, som Netflix köpte 2018.
På grund av Covid-19-pandemin avbröts dock alla Netflix-produktioner inklusive Stranger Things den 16 mars 2020, fem dagar efter att Världshälsoorganisationen (WHO) deklarerat att SARS-CoV-2 är en pandemi. Enligt Shawn Levy "gick Netflix med på att betala teamet för två 40-timmars arbetsveckor".
Efter flera förseningar på grund av Covid-19 började inspelningen till slut igen den 28 september 2020 i Georgia. "Stranger Things 04 (w/t Tareco)" nämndes på webbplatsen Production Weekly i listan från 24 september 2020. Den 11 oktober 2020 publicerade seriens olika konton på sociala medier två bilder som visade två olika uppsättningar: en affisch med ett jubelmöte i en korridor på Hawkins High School och en klappa framför en farfarsklocka i Upp och Ner-världen (den scen som visas i den första trailern för säsong 4). Samma dag sågs Nathalie Dyer, Sadie Sink och Gaten Matarazzo filma scener på uppsättningarna för Hawkins låg- och mellanstadium. Den 20 oktober sågs Matarazzo, Sink, Joe Keery, Maya Hawke och Levon Thurman-Hawke spela in på uppsättningen av "Family Video Store / Hawkins Arcade". I november återvände produktionen till staden Rome, Georgia, för att spela in i Claremont House.

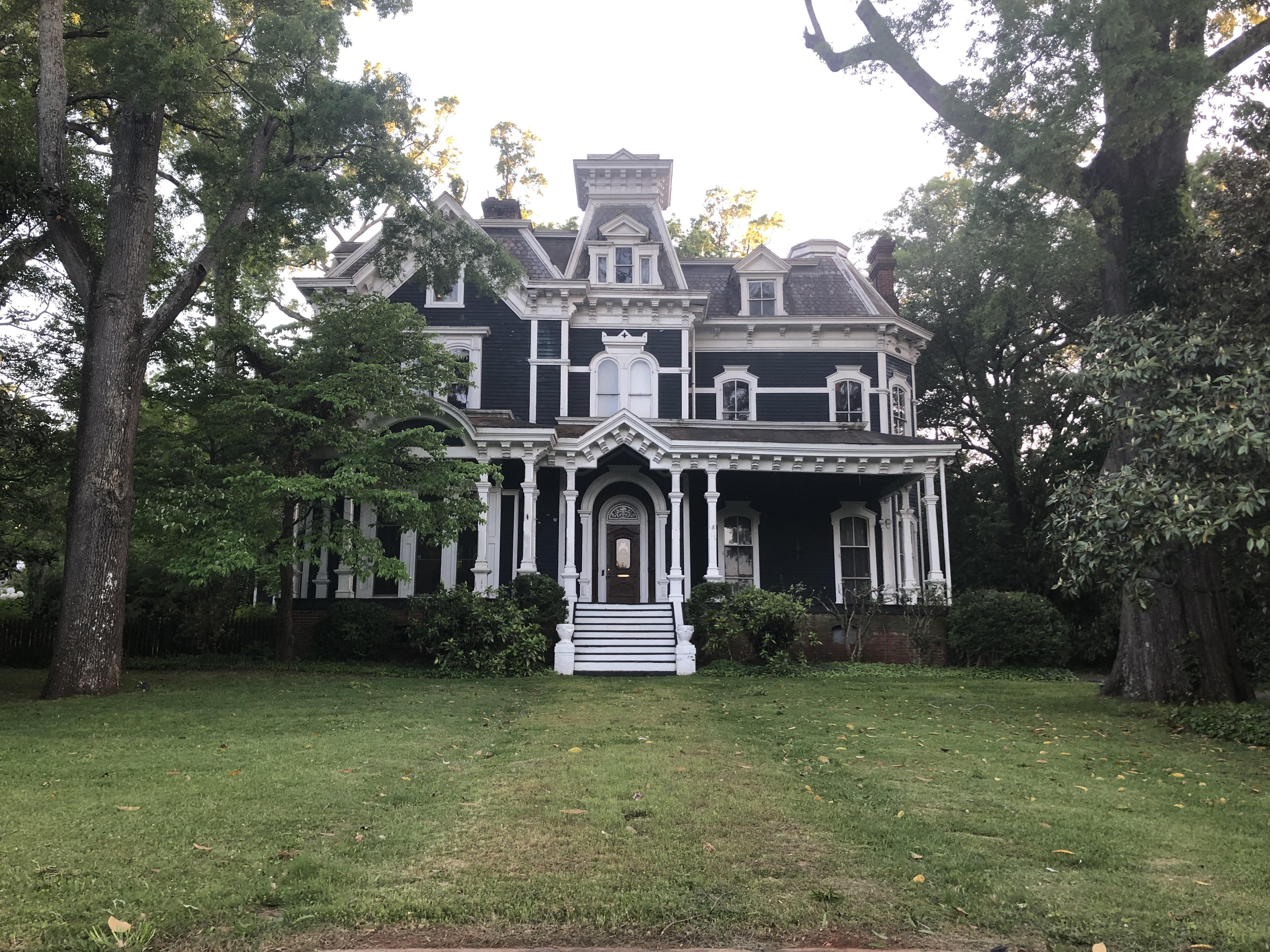
The Claremont House användes för den fjärde säsongen.

Den 27 januari 2021 sågs Jamie Campbell Bower spela in en scen i Atlanta, Georgia, och Matthew Modine, som spelar karaktären Dr Brenner, sågs även på inspelningsplatsen. I mars 2021- delades ett foto av en inspelningsplats, där en husbilspark ligger begravd under lianer i Upp och Ner-världen.
Den 11 juni, under ett avsnitt av den amerikanska showen Jimmy Kimmel Live!, bekräftade David Harbour att inspelningen torde avslutas i augusti. Samma månad, den 15 juni, befann sig flera skådespelare — Joe Keery, Natalia Dyer, Sadie Sink, Caleb McLaughlin och Maya Hawke — på inspelningsplatsen i Atlanta. Joe Kerry hade bar överkropp och stridsärr och Natalia Dyer gick runt med ett hagelgevär

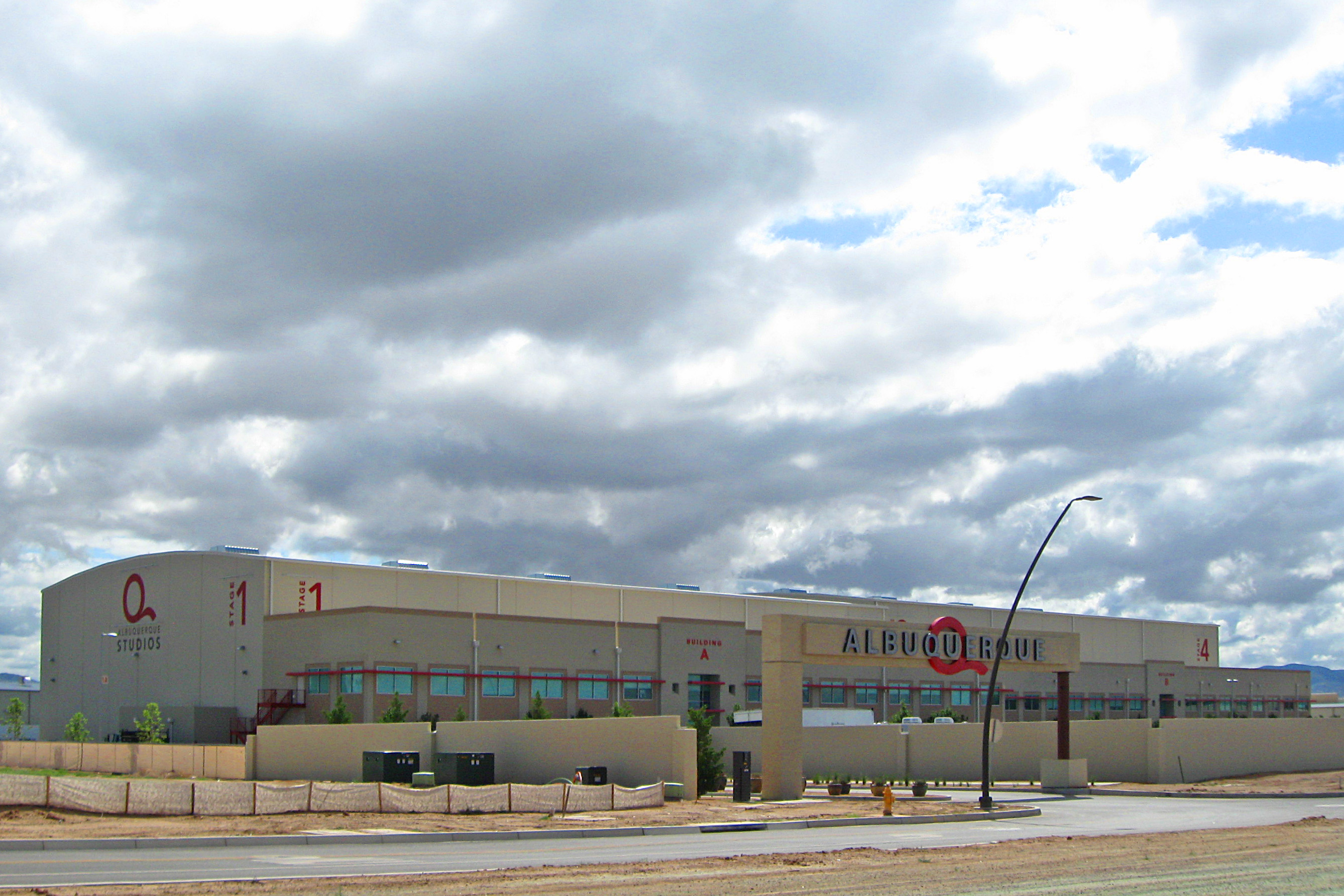
Albuquerque Studios, där Stranger Things producerades.

I juli befann sig produktionsteamet i staden Rome, Georgia. Från 26 till 29 juli klockan fem "användes Claremont House som inspelningsplats, vilket den tidigare också gjort i mars och november 2020". Enligt Screen Rant och Daily Mail skulle detta hus vara platsen för säsongsavslutningen. Enligt staden Romes Hometown Headlines skulle skottlossningen ske under det falska namnet "M247 Mule", vilket är en referens till en av antagonisterna i Stephen Kings Maximum Overdrive (1986).
Den 4 augusti bröt en brand ut i Albuquerque Studios, en av inspelningsplatserna för den fjärde säsongen av Stranger Things. Inga personskador rapporterades. Det bekräftades senare att branden inte ägde rum i studiorna som Netflix använder.
I september 2021 var inspelningen enligt Noah Schnapp avslutad.

### Visuella effekter
Den 8 december 2019 meddelades det i kanadensiska medier att Quebecs premiärminister François Legault var i Hollywood för att träffa Netflix-cheferna. Han ackompanjerades av Sébastien Moreau, ordförande och grundare av Montreal-företaget Rodeo FX som specialiserar sig på visuella effekter. Företagen utförde majoriteten av de visuella effekterna för varelserna i säsong 3 av Stranger Things. Den 9 december presenterades  Rodeo FX som den huvudsakliga producenten av visuella effekter även för säsong 4.

## Sändning
Enligt David Harbour var den fjärde säsongen ursprungligen planerad till 2021. Med produktionens förseningar på grund av SARS-CoV-2 sköts dock säsongsstarten fram till sommaren 2022.
I april 2021 skrev tidningen Entertainment Television att 635 dagar har gått sedan den tredje säsongen av Stranger Things. Med säsongstarten planerad till sommaren 2022 skulle alltså minst tre år komma att ha gått sedan föregående säsong.
Den 6 november 2021, på s.k. "Stranger Things Day", bekräftade produktionsteamet för Stranger Things att den fjärde säsongen skulle släppas sommaren 2022.
Den 17 februari 2022 meddelade Netflix att säsong 4 skulle delas upp i två delar: den första kommer att släppas online den 27 maj 2022, och den andra den 11 juli 2022. Samma dag gjorde Netflix officiellt att serien förnyas med en femte och sista säsong.
Den 12 april 2022 släpptes en ny trailer av Netflix som var längre och mer avslöjande än de andra.

## Recensioner
Den brittiska tidningen The Guardian, i kommentar om de första sju avsnitten, skriver en positiv recension av säsongen. Journalisten tycker att säsongen är mer storskalig, i synnerhet tack vare den väl använda budgeten i återuppbyggnaden av 1980-talet och de mer vuxna temana. The Guardian noterar att med karaktärernas åldrande är serien mindre inspirerad av Steven Spielberg än av skräckfilmer som The Exorcist eller The Claws of Night. På den negativa änden av spektrumet nämner skribenten det ryska äventyr som Jim Hopper, Joyce Byers och Murray Bauman beger sig ut på, som hade kunnat klippas bort helt utan några konsekvenser. Hen beklagar också att Erica Sinclairs karaktär får så lite skärmtid.